# Cassius Duran
Cassius Duran (São Paulo, 31 de maio de 1979) é um saltador (atleta da modalidade de saltos ornamentais) brasileiro. Com a conquista da medalha de prata nos Jogos Pan-Americanos de 2003, tornou-se o primeiro brasileiro a obter uma medalha na modalidade masculina na história dos jogos.

## Biografia
Cassius Ricardo Duran, nasceu em 1979, em família de classe média. Iniciou sua carreira esportiva aos 5 anos de idade, com a prática de natação. Extremamente competitivo, levava muito a sério as brincadeiras e as competições, sempre obtendo bons resultados. Junto a natação começou a praticar e competir em outros esportes que lhe fizeram adquirir maior confiança, respeito ao adversário e a própria vida. Onde aprendeu que os momentos de fracasso são preparação para o sucesso.
Aos 9 anos de idade, Cassius foi convidado pelo técnico Roberto Biagione a integrar a equipe de competições do Saltos Ornamentais do clube Juventus. Daí em diante Cassius não parou de colecionar títulos e boas colocações em competições nacionais e internacionais.
Sua imagem está ligada a conquistas, dedicação, amor ao esporte, superação e patriotismo. Possui um incomparável obstinação pela vitória, tendo como ídolos atletas que se destacaram pela regularidade nas competições como: Greg Louganes, Robert Scheidt, Ayrton Senna etc.
O atleta é um campeão. Sua determinação, objetividade, força e persistência fazem dele um exemplo a ser seguido por jovem de todos os cantos do país. E esse é um dos planos para o futuro;  melhoria e valorização dos esportes “amadores” , tornar os saltos ornamentais mais popular e acessível, fortalecendo as parcerias que possibilitem a realização deste esforço.
“Muitos clubes e empresas podem fazer parte de um trabalho sério e integrado em todo o Brasil. Assim como outros atletas, pretendo usar o esporte para contribuir com a inserção de muitas crianças no âmbito da convivência social.” Cassius Duran
Cassius é a imagem de um atleta vitorioso. Sua imagem está associada às cores verde e amarela, ao que Brasil tem de melhor para oferecer; SUPERAÇÃO. Trata-se de um atleta que ignorou as dificuldades em busca da perfeição, em um esporte que exige alta performance  para, literalmente, saltar e mergulhar num sonho olímpico.
Desde 2013, trabalha no Comitê Olímpico do Brasil, colaborando nos projetos de esportes juvenis.

## Conquistas
- 4 vezes campeão paulista infantil
- 12 vezes campeão paulista juvenil
- 25 vezes campeão paulista adulto
- Campeão brasileiro infantil
- 11 vezes campeão brasileiro juvenil
- 60 vezes campeão brasileiro adulto
- 7 vezes campeão sul americano
- 6 títulos internacionais no Canadá
- Campeão de Paltaforma Juvenil em Barcelona
- 7º lugar no Pan de Winnipeg 1999
- 6º lugar no campeonato mundial na Espanha 2002
- 5º lugar no Grand prix mundial EUA 2002
- 6º lugar no grand prix mundial do México 2003
- Semi finalista nas Olimpíadas de Sydney 2000
- Vice campeão Pan americano Santo Domingo 2003
- 24º lugar nas Olimpíadas de Atenas  2004
- 8º lugar no campeonato mundial no Canadá 2005
- Dois 3º lugares no campeonato mundial universitário Turquia 2005
- 4º lugar no Panamericano do Rio de Janeiro 2007
- 24º lugar nas Olimpíadas de Pequim 2008